# 莫鲁佐
莫鲁佐（義大利語：Moruzzo），是意大利乌迪内省的一个市镇。总面积17.78平方公里，人口2341人，人口密度131.7人/平方公里（2009年）。ISTAT代码为030063。